# I'm Just a Singer (In a Rock and Roll Band)
«I'm Just a Singer (In a Rock and Roll Band)» es una canción interpretada por la banda británica de rock progresivo, The Moody Blues. Escrita por el bajista de la banda, John Lodge. Fue publicada originalmente como la canción de cierre del álbum de 1972, Seventh Sojourn, y, más tarde, fue publicada como sencillo junto con «For My Lady» como lado B en enero de 1973. La canción fue publicada como el segundo sencillo de Seventh Sojourn, siendo «Isn't Life Strange» el primer sencillo del álbum, el cual también fue compuesto por Lodge.

## «For My Lady»
El lado B del sencillo era "For My Lady", que fue compuesto por Ray Thomas. El crítico clásico de la historia del rock Brian Kachejian calificó "For My Lady" como la séptima mejor canción de Moody Blues, y añade que "la apertura de flauta hinchable de la canción tenía un sonido de cuento étnico muy irlandés que me llevó a algún lugar al mar". 

## Video musical
Un videoclip promocial fue filmando para «I'm Just a Singer (In a Rock and Roll Band)». El video mostraba al flautista de la banda Ray Thomas tocando el saxofón barítono; sin embargo, de acuerdo al tecladista Mike Pinder, el saxofón fue usado solamente para el efecto del video y que el sonido del saxofón fue producido por un Chamberlin.

## Rendimiento comercial
La canción alcanzó la posición #12 en el Hot 100 de los Estados Unidos, convirtiéndose en una de sus posiciones más alta en ese país, pero falló en posicionarse en su país nativo, alcanzando el puesto #36. Billboard consideró a la canción como un cambio de ritmo para Moody Blues, declarando que tenía un “sonido de rock más optimista” que sus canciones más características.

## Créditos
Créditos adaptados desde las notas del álbum.
- John Lodge – voz principal, bajo eléctrico
- Justin Hayward – coros, guitarra eléctrica y acústica
- Mike Pinder – coros, Chamberlin, piano, pandereta
- Ray Thomas – coros, saxofón
- Graeme Edge – batería, percusión

## Posicionamiento

### Gráfica semanal
| Gráficas (1973)                    | Pico de posición |
| ---------------------------------- | ---------------- |
| Australia (Kent Music Report)      | 39               |
| Canadá (RPM Top Singles)           | 16               |
| Países Bajos (Mega Single Top 100) | 4                |
| Estados Unidos (Billboard Hot 100) | 12               |
| Estados Unidos (Cash Box Top 100)  | 3                |

### Gráfica de fin de año
| Gráficas (1973)                    | Pico de posición |
| ---------------------------------- | ---------------- |
| Canadá (RPM Top Singles)           | 172              |
| Países Bajos (Mega Single Top 100) | 53               |
| Estados Unidos (Top Pop Singles)   | 106              |